# Fernando de Madariaga
Héctor Mario Mautino (Buenos Aires, 19 de noviembre de 1944), conocido por su nombre artístico Fernando de Madariaga, es un cantante popular argentino de género melódico. Reconocido por haber participado en el World Popular Song Festival  o Festival Yamaha Music en Tokio, Japón, en sus ediciones del año 1975 y 1979. También representó a Argentina en el Certamen Internacional de Canciones del Musical Mallorca 76. En un hecho inédito para la TV argentina, en 1984 la producción de canal 9 eligió todas las canciones de su disco Amores de mi vida para musicalizar la novela No es un juego vivir.

## Biografía

### Primeros años e inicios artísticos: Mario Mautino
Héctor Mario Mautino, hijo de un obrero metalúrgico y de una enfermera, nació en el barrio porteño de Palermo. A los 12 años se inició como boxeador, llegando a ser sparring de Víctor Galindez, quien fue campeón mundial de los pesos medio-pesados. También fue sparring de su amigo Ringo Bonavena, con quien llegó a hacer guantes previo al encuentro con Jimmy Ellis. También fue sparring de Carlos Monzón. Integró el escuadrón presidencial de granaderos clase 44', el escuadrón Chacabuco, estando al servicio del Dr. Arturo Umberto Illia.
En el año 1966 en su primer intento de ser cantante profesional firmó contrato con Emi Odeón Argentina con José Ángel “Beco” Rota como presidente, sin llegar a publicar nada. Luego de casi 5 años firmó con Music Hall publicando como Mario Mautino un simple del que solo se distribuyó en forma promocional, para las radios.

A mi me llevó el tano Pagliaro en el año 65', 66' a firmar con Odeon con Beco Rota y me ensobraron (sic) para hacerme desaparecer para que no compita con los que estaban en ese momento! Y después firme una segunda vez.. fui.. con Cesar Banana Pueyrredon, un divino total, me llevo...…y grabe otra vez, que te cuento, en Music Hall y con Lopez Ruiz, viste? el marido de Donna Carol, grabe con 30 músicos con una producción de dos locos: Orlando Jimenez... y como se llama... este.. el creador de un día de paseo en Santa Fe....ellos eran mis productores, y también... Pum! al cajón.
Entrevista a Fernando de Madariaga en Radio Rivadavia por Alejandra Rubio

Por esos mismos días apareció, en 1972, publicado un sencillo del grupo Cáscara que tenía las canciones Que aparato y Griselda mi amor en la que Mario Mautino tiene una pequeña participación, apareciendo mencionado en los créditos.

### El ascenso en los 70s: Fernando de Madariaga
El cantante relató en sendas entrevistas que Su nombre artístico es un homenaje a Alberto de Mendoza quien debió dejar el país con el gobierno de Facto de Juan Carlos Onganía. En 1960 el actor había protagonizado la serie Yo y un millón y su personaje se llamaba Fernando de Madariaga. Habiendo sido granadero del depuesto presidente lo sintió como un homenaje el llamarse como el personaje de Alberto.

Cuando entró en RCA por la puerta grande, digamos, yo no quería figurar ya con mi nombre porque mi nombre me había dado mala suerte en las dos compañías anteriores, dije, por ahí mi nombre no sirve, busquenme ustedes un nombre...uno de los productores, que eran dos amigos míos, Richard Mochulske y Charlie Leroy en ese momento.....me dijeron vos te tenes que llamar Fernando de Madariaga..y..yo, no lo podía creer. No podía creer que me nombraban a un tipo que había sido mi ídolo
Entrevista a Fernando de Madariaga en Cadena Tres por Susana Buontempo para el programa Noche y Día

En el año 1975 participó en el World Popular Song Festival  o Festival Yamaha Music que se llevó a cabo los días 14, 15 y 16 en Nippon Budōkan (日本武道館) (en español: «Estadio de Artes Marciales de Japón») en Tokio, Japón, con la canción Búscame, llámame de Richard Moschulske y Charlie Leroy. Con ella ganó en la categoría Most Outstanding Performance Award.
Este mismo año editó su primer LP Sobran las palabras con RCA. El disco fue publicado, además de Argentina, en Chile, Uruguay, Ecuador, y al año siguiente, en España. Justamente ese año, y en ese país,  participó en la segunda edición del Festival Musical Mallorca. que se llevó a cabo los días 6, 7 y 8 de mayo. con la canción Por mañana, por después.También en el año 1976 publica  Ese Amor Soy Yo canción de Charly Leroy y Richard Mochulske que tiene como lado b la canción Ya no me enamoro.
En el año 1979 participa en dos películas producidas por el sello discográfico Microfón. La primera de ellas es Los éxitos del amor que tiene los protagónicos de Claudio Levrino, Graciela Alfano y Ricardo Darín. En este film participan varios cantantes de la época, entre ellos Tormenta, Cacho Castaña, Manolo Galván, Alberto Cortez, Katunga y Carlos Torres Vila entre otros. El segundo film es La carpa del amor, estrenada también en 1979, película que protagonizan Jorge Martínez, Mónica Gonzaga, Ricardo Darín y Cacho Castaña. En este film aparecen Tormenta, Iva Zanicchi, Aldo Monje, Franco Simone y Manolo Galván, entre otros.
En el año 1979 participó en la décima edición del World Popular Song Festival  o Festival Yamaha Music que se llevó a cabo los días 9, 10 y 11 de noviembre en  Nippon Budōkan  (日本武道館) (en español: «Estadio de Artes Marciales de Japón»). Fernando participó con la canción sin amor nada soy el día 10 de noviembre junto a la Yamaha Pops Orchestra.

### Los 80s: su éxito en la TV argentina
En los años '80 con el advenimiento de la democracia en la Argentina y el retorno de Alejandro Romay a canal 9, condujo el programa Sexitante, en el cual debutaba como cómico Nito Artaza con el excelente actor Darío Vittori y la conocida Adriana Aguirre estando en el tope del índice de audiencia del canal 9.
Con la inauguración de las transmisiones televisivas con coaxil en directo a todo el país Fernando de Madariaga tuvo su espacio exclusivo durante 2 años a las 5 de la tarde junto con Leonardo Simons en Sábados de la Bondad recibiendo llamadas de cualquier parte del país y dedicándolas personalmente a los televidentes.
En 1984, por primera vez, un teleteatro escrito por Luis Gayo Paz tomó el álbum completo de Amores de Mi Vida y cada personaje y cada pareja tenían su canción exclusiva. El Teleteatro se llamaba: "No es un juego vivir" con la participación de Cristina Alberó, Aldo Pastur, Horacio Ranieri, Marco Estell, Elizabeth Killian y Graciela Cimer. Contando con el máximo de audiencia, lo que le permitió obtener con la empresa grabadora, nuevamente un disco de oro y otro de platino que pusieron a Fernando de Madariaga otra vez, en los primeros puestos de los rankings de ventas en toda la Argentina, manteniéndolo hasta fines de los '80 con el LP "Dile Que Tu Estas Enamorada" y "Me Tienes Entre La Espada y La Pared" con la misma vigencia que en la década del ‘70.

## Discografía[27]
- 1974: Sobran Las Palabras - RCA VICTOR[19]
- 1976: Fernando De Madariaga - RCA VICTOR
- 1985: Amores de mi vida - CBS
- 1986: Dile que tu estás enamorada - CBS
- 1987: Amores son Amores - CBS
- 1988: En nombre del Amor - ATC PRODUCCIONES FONOGRÁFICAS
- 1989: 20 Grandes Éxitos - CBS
- 1997: Por Ti - VAIVEN
- 1998: Homenaje a Nino Bravo - IEMPSA
- 2004: 20 secretos de amor - SONY/BMG
- 2005: Tributo a Nino Bravo - PRO COM S.R.L.
- 2005: Fernando De Madariaga - LA LAIDA EDITORA S.R.L.
- 2006: Boleros con Los Abriles - PRO COM S.R.L.
- 2006:  Colección 2 albumes en 1 CD - PRO COM S.R.L.
- 2016: Grandes Éxitos - LEADER MUSIC

## Sencillos
- 1975: "Adiós hoy sobran las palabras / Baladas" (Simple) - RCA VICTOR
- 1975: "Búscame, llámame / Tu amor me ha transformado" (Simple) - RCA VICTOR
- 1975: "Una sonrisa, una lágrima / Cuando la hierba crezca" (Simple) - RCA VICTOR
- 1976: "Ese amor... soy yo / Ya no me enamoro nunca más" (Simple) - RCA VICTOR (disco de oro)
- 1976: "Por mañana, por después / El día de la despedida" (Simple) - RCA VICTOR
- 1976: "Basta de caricias / Nunca tuve tanto miedo" (Simple) - RCA RECORDS
- 1978: "Vas en busca de otra vida / Estúpido" (Simple) - MICROFON
- 1979: "Ámame sin temor / Mira que mentira" (Simple) - MICROFON

## Televisión
- 1980 Sexitante (canal 9)